# Pied (botanique)
Pour les articles homonymes, voir Pied.
Le pied est, en botanique, une unité de plante, par exemple, un pied de fraisier, un pied de vigne, etc.
Ce terme est utilisé pour compter le nombre de plantes dans un domaine botanique, ou bien pour décrire une plante en particulier.
Lorsque le pied est jeune, on parle plutôt de plant.